# Pseudozyma flocculosa
Pseudozyma flocculosa är en svampart som först beskrevs av Traquair, L.A. Shaw & Jarvis, och fick sitt nu gällande namn av Boekhout & Traquair 1995. Pseudozyma flocculosa ingår i släktet Pseudozyma och familjen Ustilaginaceae.   Inga underarter finns listade i Catalogue of Life.